# Pinterest
Pinterest és una xarxa social que permet trobar, filtrar, organitzar i compartir imatges i vídeos que hi ha a Internet. Els usuaris poden crear i organitzar per temes col·leccions d'imatges, esdeveniments, interessos, aficions, etc. Tots aquests continguts es distribueixen en forma del que s'anomenen pinboards, que visualment són com taulers d'anuncis. D'aquesta manera, Pinterest és una plataforma molt visual que et permet recopilar en un mateix espai tots els teus interessos. A més a més, els usuaris poden seguir pinboards d'altres persones que comparteixin els mateixos gustos per tal de buscar inspiració i descobrir coses noves del seu camp d'interès. L'objectiu principal de Pinterest és unir a persones de tot el món a través d'aquelles coses que troben interessants. El mateix nom ho diu: Pinterest = Pin + interest, “enganxa els teus interessos”.

## Història
Pinterest es va començar a desenvolupar al desembre de 2009. La plataforma va ser ideada per Ben Silbermann, juntament amb Paul Sciarra i Evan Sharp. El concepte d'aquest web segueix la idea del sistema bookmarking de Wists, ideat per David Galbraith el 2005. Pinterest va ser llançada com a beta privada al març de 2010, sense tenir molt clar el model de negoci que volien. Posteriorment, la pàgina ha passat a funcionar com beta oberta amb el sistema d'invitació, això vol dir que havies de sol·licitar una invitació per poder formar part de la xarxa social.
A principis de 2010, Ben Silbermann i els inversors de Pinterest, Kevin Hartz i Jeremy Stoppelman, van intentar vendre Pinterest a l'editorial d'una revista de Nova York, però aquesta va rebutjar la proposta. Posteriorment, van aconseguir inversió de l'empresa de Jeff Jordan, soci d'Andreessen Horowitz.
Nou mesos després del llançament de la web, Pinterest tenia 10.000 usuaris. El 16 d'agost de 2011, Time Magazine va incloure Pinterest entre les 50 millors pàgines webs del 2011. Al desembre d'aquell mateix 2011, segons estadístiques de Hitwise, Pinterest estava entre el top 10 de serveis de xarxes socials, amb un total d'11 milions de visites per setmana. Al mes següent, el tràfic de consum de Pinterest superava el del LinkedIn, YouTube i Google. Al mateix mes, l'empresa va ser nomenada per TechCrunch com la millor new startup.
El gener de 2012, comScore va anunciar que Pinterest tenia 11,7 milions d'usuaris, convertint-se així amb el web amb el creixement més ràpid de la història. A principis de març de 2012 van llançar l'aplicació de Pinterest per a iPhone, amb un gran nombre de descàrregues. Al maig de 2012 van actualitzar l'aplicació i van començar a desenvolupar una aplicació per a iPad.
Al març del 2012, durant la celebració de la conferència interactiva Sout By Soutwest, Silbermann va anunciar que s'estava renovant el perfil de les pàgines de Pinterest i que s'implantaria molt aviat. El 23 de març, Pinterest va anunciar l'actualització de les condicions del web, eliminant la política que permetia el dret de vendre els continguts dels usuaris. Les noves condicions es van implantar el 6 d'abril.
Segons dades de Experian hitwise, en aquest mateix mes, Pinterest es va convertir amb la tercera xarxa social més important dels Estats Units, darrere de Facebook i Twitter, superant LinkedIn i Tagged.
El cofundador Paul Sciarra va abandonar el seu càrrec a Pinterest a l'abril de 2012, després d'acceptar el càrrec d'empresari resident a Andressen Horowitz. El mes de maig Pinterest va aconseguir 120 milions de dòlars de finançament. Actualment, Ben Silbermann està a l'espera de noves fonts d'inversions.
En total, el 2012 va créixer la seva comunitat d'usuaris amb un 284%, i el febrer de 2013 fregava els 30 milions d'usuaris.

## Funcionament i utilitats
Per formar part de Pinterest, has de sol·licitar una invitació a la mateixa plataforma o demanar-ne una a algú que ja en formi part. Pots enregistrar-te a través de facebook o twitter, per tal de publicar la teva activitat de Pinterest a Facebook o Twitter.
Les persones enregistrades a Pinterest poden crear els seus propis blocs temàtics, pinboards. Tots els continguts que es pengen als boards s'anomenen pins. Aquests poden ser elements que ja estaven a la web, o imatges i vídeos pujades des de l'ordinador. L'usuari pot instal·lar-se el que s'anomena pin it botton, d'aquesta manera, si la persona està navegant per Internet i troba alguna imatge o element que li agradaria compartir al seu perfil de Pinterest, només ha de prémer aquest botó a les preferències del seu ordinador i directament li apareixerà al seu perfil de Pinterest. Abans de la publicació, l'usuari escull el board en el qual apareixerà i pot fer una petita descripció.
Els usuaris poden seguir els boards d'altres persones que tinguin interessos similars. Hi ha la possibilitat de seguir tot el perfil d'una determinada persona, prement follow all, o només un determinat board, prement follow. A les notificacions apareixeran només les actualitzacions d'aquells perfils i boards que l'usuari segueix.
També es poden adquirir imatges per a la pròpia col·lecció mentre s'està navegant per altres boards, gràcies al botó de re-pin. A més de tenir la possibilitat de descarregar les imatges per poder visualitzar-les amb i sense connexió a internet. D'altra banda, l'usuari pot marcar amb el botó like tots aquells continguts d'altres boards que són del seu gust, però aquests no seran publicats al seu perfil, només apareixeran al seu llistat de likes
A més a més, hi ha la possibilitat de crear pinboards compartits, és a dir que, un grup d'usuaris amb els mateixos interessos, pot anar completant entre tots un mateix board.
Gràcies a aquest funcionament, els usuaris naveguen per Pinterest per tal de buscar inspiració i descobrir noves coses sobre qüestions que són del seu interès. Els temes més recurrents a Pinterest són la decoració d'interiors, la moda, receptes, viatges, art...

## Copyright
Pinterest té un sistema de notificació que permet que els titulars dels drets puguin demanar l'exclusió d'un contingut de la web. Tot i això, es qüestiona el Digital Millennnium Copyright Act (DMCA), ja que hi ha un tràfic constant d'imatges extretes de qualsevol altre lloc d'Internet. El 20 de febrer de 2012, Pinterest va establir una meta tag que permetia que les pàgines webs poguessin escollir entre si els seus continguts es fessin servir com a pins o no. El 24 de febrer d'aquell mateix any, Flickr va anunciar als seus usuaris que podien escollir si les imatges podien ser compartides a Pinterest o no. El març de 2012, Pinterest va anunciar que creia que la plataforma estava protegida per la DMCA. Tot i això, a principis de maig de 2012, el web va afegir atribucions automàtiques d'autors d'imatges originàries de Flickr, Behance, YouTube i Vimeo. A més a més, Flickr va afegir el botó de pin al seu sistema, per tal de poder compartir a Pinterest les imatges dels autors que així ho permetessin.

## Premis
El 2012, Pinterest va ser premiada al Webby Awards per ser la millor aplicació de mitjans de comunicació social i pel seu disseny visual.

## Estadístiques
Segons dades d'AppAppeal la meitat dels usuaris de Pinterest són dels Estats Units, els quals representen el 49,2% del total, els espanyols només en representen el 2,8%. A Espanya, Pinterest és el 25è lloc web més visitat i genera el 2,7% del tràfic de visites totals. Totes les estadístiques apunten que la majoria d'usuaris de Pinterest són de sexe femení, arribant el nombre de dones en aquesta xarxa social al 83% del total d'usuaris.